# Transport Tycoon
Transport Tycoon ist eine Wirtschaftssimulation von Chris Sawyer für den PC und wurde am 15. November 1994 von MicroProse veröffentlicht.
Ziel des Spiels ist es, ein erfolgreiches Transportunternehmen aufzubauen. Dabei stehen Schiffe, diverse Straßenfahrzeuge, Flugzeuge, vor allem aber Schienenfahrzeuge zur Verfügung.

## Spielprinzip
Der Spieler ist Leiter eines Transportunternehmens und muss diesem zur Blüte verhelfen.
In der Spiellandschaft findet man bereits zu Beginn des Spieles einige Städte und Wirtschaftsbetriebe, die Perspektive des Spielers auf die Spiellandschaft ist isometrisch – ähnlich wie bei anderen Spielen dieser Zeit, z. B. SimCity 2000 oder RollerCoaster Tycoon.
Der Spieler kann nun die Betriebe mit Gütern, die dort benötigt werden, beliefern bzw. Güter, die dort produziert werden, dorthin bringen, wo sie benötigt werden. Als Beispiel sei hier der Transport von Kohle vom Kohlebergwerk zum Kraftwerk genannt. Für diesen Transport wird der Spieler entlohnt und kann sein Unternehmen weiter ausbauen.
Mit dem Transport zu den verarbeitenden Betrieben steigt die dortige Produktion an Gütern. Einige Betriebe verarbeiten die Rohstoffe und Güter auch zu sogenannten „Waren“ weiter, die dann in die Städte geliefert werden können.
Es ist ebenfalls möglich, Passagiere und Post zwischen den Städten zu transportieren.
Das Spiel handelt im Zeitraum von 1930 bis 2030 (Transport Tycoon Deluxe: 1950 bis 2050). Mit der Zeit werden weitere Technologien wie die Magnetschwebebahn entwickelt und dem Spieler zur Verfügung gestellt. Nach dem Jahr 2030 kommt es zu keinen technologischen Innovationen mehr, jedoch kann unbegrenzt weiter gespielt werden, dabei bleibt aber die Jahreszahl bei 2030 stehen.
Der Transport der Güter und Passagiere erfolgt entweder auf dem Landweg – mit Straßen- und Schienenfahrzeugen –, auf dem Seeweg oder per Luftfracht.
Als im Spiel effizientester Weg zeigt sich der Landweg mit dem Transport durch Schienenfahrzeuge und der Einsatz von Flugzeugen.
Es besteht die Möglichkeit, mit Signalanlagen komplexere Schienensysteme zu bauen und auf diese Weise die Wege der Schienenfahrzeuge zu optimieren. Man erreicht hier die Grenzen des Spiels relativ schnell: Bei zunehmender Anzahl der Züge auf derselben Strecke kommt es zu sehr langen Zugstaus; die Lieferzeiten der Güter zu den Betrieben verlängern sich. Bei noch größerer Anzahl der Züge kann es passieren, dass der Zugverkehr komplett zum Erliegen kommt, weil weniger Blockabschnitte als Züge vorhanden sind. Die Ursache für diese Probleme liegt in der Tatsache, dass die Landschaft – ähnlich wie bei der Modelleisenbahn – extrem stark komprimiert ist. Die Gleislängen sind im Verhältnis zu den Zuglängen kürzer dimensioniert als beim Vorbild, was eine effektive, vielbefahrene Strecke quasi unmöglich macht.
Es ist möglich, sowohl gegen Computergegner als auch gegen einen anderen menschlichen Spieler im Netzwerk zu spielen.

## Entwicklung
Inspiriert wurde Chris Sawyer von Railroad Tycoon, dessen 2D-Draufsicht ihn dazu verleitete, ein Transportspiel in isometrischer Perspektive und mit weiteren Transportwegen zu schaffen. Das Spiel hieß zunächst Chris Sawyer’s Transport Game und hatte vollständigen Schienenverkehr. Das Interface unterstützte Tiling und die Grafiken waren niedrig aufgelöst und von Chris Sawyer zunächst selbst erstellt. Spätere Grafiken wurden von Simon Foster neu erstellt und waren auf eine Auflösung von 640 × 480 mit 256 Farben ausgelegt. Die Gebäude haben reale Vorbilder, häufig aus dem Heimatort der Entwickler (Glasgow), aber auch ausgefallene Bauwerke wie der Nakagin Capsule Tower haben es ins Spiel geschafft. Aus Lizenzgründen wurden die realen Fahrzeughersteller umbenannt und tragen abgewandelte Namen der Entwickler. Das Spiel wurde von Sawyer vollständig in Assembler programmiert. Für die Portierung auf mobile Geräte muss der gesamte Quelltext erneut geschrieben werden, da er nicht portabel war. Gegen eine Monetarisierung über ein Free-to-play-Modell wehrte sich der Entwickler erfolgreich, da er nichts von In-Game-Werbung und In-App-Kauf hielt.

## Rezeption
PC Player stuft es als Mischung von Railroad Tycoon und SimCity ein. Das Spiel fesselt und ähnelt dem Bau einer Modelleisenbahn. Dem Spiel fehlten hingegen Ziele abseits des Geldverdienens. Es gibt keine Missionen außer Routen, die mit Subventionen versehen werden. Die Steuerung und die grafische Oberfläche mit seinen zahlreichen Fenstern wird als umständlich bewertet. PowerPlay lobte hingegen die übersichtlichen Fenster und die isometrische Grafik, merkte jedoch an, dass sich die Ansicht nicht drehen lässt. Der Aktueller Software Markt vergab einen ASM-Hit und lobte Taktik, Strategie sowie die VGA-Grafik mit passenden Animationen.
Die Umsetzung für die PlayStation konnte technisch und von der Bedienung her nicht überzeugen. Es gäbe zahlreiche Limitierungen wie unabänderliche Städtenamen oder ein Maximum von 7 Waggons pro Zug. Die isometrische Pixelansicht sei ruckelig. Als Alternative stehe eine dreidimensionale Polygonansicht zur Verfügung. Beim Wechsel zwischen beiden und beim Speichern komme es zu langen Wartezeiten.

## Weitere Entwicklung
Transport Tycoon (TT, später auch: TTO für Transport Tycoon Original) war zunächst ein reines DOS-Spiel. 1995 erschien eine Erweiterung in Form eines „Welteneditors“, mit dem es möglich war, eigene Karten zu erstellen. Zudem beinhaltete die Erweiterung auch ein neues Grafikset, eine futuristische Marslandschaft mit rotem Wasser, die in der Neuauflage jedoch wieder fehlte.

Logo von Transport Tycoon Deluxe

1996 erschien Transport Tycoon Deluxe (TTD), eine Neuauflage des Spiels von 1994, die neben dem bereits integrierten Editor einige Detailänderungen und Ergänzungen beinhaltete. Es standen jetzt vier Landschaftsformen zur Verfügung: Zu der klassischen Landschaft aus TT (gemäßigtes Klima) kamen noch eine alpine Welt, eine Wüstenlandschaft und eine Spielzeuglandschaft hinzu, jeweils mit neuen Wirtschaftsformen und neuem Verhalten des Städtewachstums. TTD konnte über ein Computernetzwerk gespielt werden, ferner wurde das Spiel in einigen Details überarbeitet und verbessert. Beispielsweise wurden neue Signaltypen für Züge sowie die Möglichkeit, Land zu kaufen, hinzugefügt. Ferner war es nun möglich, von konkurrierenden Firmen Anteile (in 25 %-Paketen) zu kaufen, die (ähnlich Aktien) bei erfolgreicher Unternehmensführung später mit Gewinn wieder verkauft werden konnten oder aber zur Übernahme des Unternehmens führten (bei 100 % der Firmenanteile). Dieses und viele andere Features von TT und TTD wurden jedoch nicht in das Nachfolgespiel Locomotion übernommen.
Nachdem TTD zunächst nach wie vor in einer DOS-Umgebung lief, erschien wenig später eine Variante für Windows. MicroProse beschäftigte sich dann nicht weiter mit dem Spiel. Eine eigenständige Spielergemeinde veröffentlicht allerdings bis heute (2012) regelmäßig inoffizielle Erweiterungen für TTD, sogenannte „Inoffizielle Patches“, welche das Originalspiel um zusätzliche Funktionen erweitern, Programmfehler ausbessern und Beschränkungen im Originalspiel aufheben. Neben fortgeschritteneren Signalsystemen und vollständig neuen Fahrzeugen und Grafiken wurde auch die Benutzerführung deutlich verbessert und kann beispielsweise sogar durch die Bedienungselemente von Locomotion ausgetauscht werden.
Ende der 1990er wurde von Josef Drexler die Transport-Tycoon-Erweiterung TTDPatch entwickelt, die als Vorgänger vom TTD-Klon OpenTTD betrachtet werden kann. Mit dieser war es möglich, Erweiterungen, sogenannte GRFs, in das Spiel zu bringen und so beispielsweise neue Fahrzeuge, Straßentexturen oder Gebäude hinzuzufügen. Ferner brachte TTDPatch weitere Verbesserungen mit sich.
Im Juli 2013 wurde bekannt, dass eine Neuauflage von Transport Tycoon für iOS und Android erscheinen wird. Chris Sawyer selbst ist an der Entwicklung beteiligt. Spielgrafiken wurden aus Chris Sawyer’s Locomotion übernommen. Im Vergleich zum sehr freizügigen Original werden in der mobilen Fassung feste Szenarien mit Zeitlimit absolviert.

## Ähnliche Spiele

### Locomotion
Locomotion gilt als Nachfolger zu Transport Tycoon. Es wurde ebenfalls von Chris Sawyer entwickelt und 2004 von Atari veröffentlicht.
Es ist auf derselben Basis wie RollerCoaster Tycoon aufgebaut und bietet dadurch viel freiere Möglichkeiten beim Strecken- und Bahnhofsbau. Den Neuerungen wie Straßenbahnen und nahezu unbeschränkter Bau im Untergrund stehen viele Einschnitte in den Details gegenüber: So kann nicht mehr mit Firmenanteilen gehandelt werden und sämtliche Möglichkeiten, auf Konkurrenten und Städte direkten, unmittelbaren Einfluss zu nehmen, wurden entfernt. Dadurch, dass das Bausystem ebenfalls direkt von RollerCoaster Tycoon übernommen, aber nicht optimal auf ein Transportspiel angepasst wurde, ist der Kreuzungsbau teilweise sehr zeitraubend und unübersichtlich kompliziert. So kann man Streckenteile nicht mehr frei platzieren, sondern muss sie hintereinander, wie bei RollerCoaster Tycoon, bauen lassen.

### OpenTTD

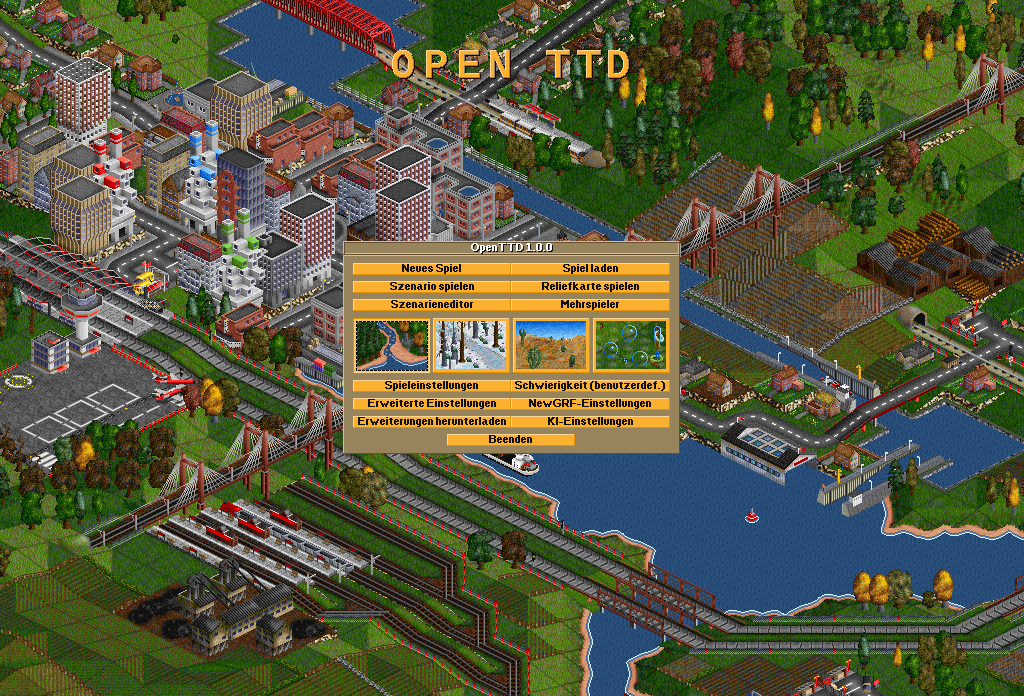
Startbildschirm von OpenTTD 1.0.0 mit Spielgrafik im Hintergrund (freies OpenGFX-Grafikset)

Im März 2004 erschien OpenTTD, eine Open-Source-Engine, welche aus den disassemblierten ausführbaren Originaldateien von Transport Tycoon Deluxe entstand. OpenTTD wird kontinuierlich weiterentwickelt und beinhaltet die volle Funktionsfähigkeit des Originals, dessen Grafikdaten zum Ausführen von OpenTTD anfänglich benötigt wurden. Seit August 2008 können jedoch die Basisgrafiken durch freie OpenGFX-Grafiken ersetzt, die originalen Sound-Dateien können seit Oktober 2008 weggelassen und durch OpenSFX ersetzt werden, so dass prinzipiell keine Dateien des Originalspiels mehr nötig sind. Hinzu kommen weitere Spielelemente wie z. B. ein Mehrspielermodus über das Internet, die Möglichkeit, Karten bis zur 64-fachen Größe des Originals zu erstellen und deutliche Verbesserungen der Benutzeroberfläche.
OpenTTD wird stetig und von einer großen Community gepflegt und ist unter anderem für folgende Plattformen verfügbar: Windows (95, 98, 2000, XP, Vista, 7, 10), Linux, Solaris, BSD (FreeBSD, NetBSD, OpenBSD), Mac OS X (10.3-10.5)

### SimuTrans
Simutrans, eine Transport- und Wirtschaftssimulation mit verschiedenen Verkehrsmitteln